# ビジャイ・アムリトラジ
ビジャイ・アムリトラジ（Vijay Amritraj, タミル語: விஜய் அமிர்தராஜ், ヒンディー語: विजय अमृतराज, 1953年12月14日 - ）は、インド・マドラス（現チェンナイ）出身の元男子プロテニス選手。

## 概要
1970年代から1980年代にかけてインドのテニス界をリードした選手で、彼のシングルス自己最高ランキング「16位」は当地の男子選手の最高順位である。彼はATPツアーでシングルス16勝、ダブルス13勝を挙げ、1974年と1987年の2度デビスカップでインドを「ワールドグループ」決勝に導いた。身長193cm、体重86kgの長身選手で、とりわけボレーの技術に優れていた。2人の兄弟、アナンド・アムリトラジ（1952年生まれ）とアショク・アムリトラジ（1957年生まれ）もプロテニス選手で、ビジャイは3人兄弟の真ん中である。息子のプラカッシュ・アムリトラジもプロテニス選手になった。

## 生涯
ビジャイ・アムリトラジは少年時代は病弱な子供で、10歳までは医師になる夢を持っていたが、職業としてプロテニス選手になった。1970年から男子テニス国別対抗戦・デビスカップのインド代表選手に選ばれ、1988年まで18年間代表選手を務める。1973年、彼はウィンブルドンと全米オープンの2大会連続で準々決勝に進出し、全米オープンは兄のアナンドと組んだ男子ダブルスでもベスト8に入った。1974年は全米オープンで2年連続のベスト8に入ったが、全米準々決勝では2年連続でケン・ローズウォール（オーストラリア）に敗退した。1974年は、デビスカップのインド・チームが初めて世界最上位の「ワールドグループ」決勝に進んだ年でもある。インドは当時の「東洋ゾーン」で日本とオーストラリアを破り、その上にあった「インターゾーン」でソ連チームを破って勝ち進んだが、ワールドグループ決勝の対戦国が南アフリカに決まったことから、当時アパルトヘイトを実施していた南アフリカとの決勝を出場辞退した。その結果、インドは準優勝となり、南アフリカが1974年のデビスカップ優勝国になった。
デビスカップ準優勝から2年後の1976年、ビジャイとアナンドのアムリトラジ兄弟はウィンブルドンの男子ダブルスでベスト4に進出した。インド人どうしのペアによるウィンブルドン男子ダブルス準決勝進出は、1923年のルイス・ディーンとアタル＝アリ・フィジー組以来53年ぶりの快挙であった。アムリトラジ兄弟組は準決勝でブライアン・ゴットフリート（アメリカ）＆ラウル・ラミレス組（メキシコ）組に 3-6, 5-7, 6-8 で敗れ、決勝進出を逃した。アムリトラジはその後もウィンブルドンと相性が良く、1981年に再びシングルス・ダブルスのベスト8進出を記録している。8年ぶり2度目のシングルス準々決勝ではジミー・コナーズに 6-2, 7-5, 4-6, 3-6, 2-6 で敗れ、アナンドとのダブルスでは5年ぶり2度目の準々決勝でジョン・マッケンロー＆ピーター・フレミング（ともにアメリカ）組に 6-4, 2-6, 1-6, 4-6 で敗退した。
選手経歴の後期に、アムリトラジは1987年のデビスカップでインド・チームを13年ぶり2度目のワールドグループ決勝に導いた。彼の年齢は34歳に近づき、インドはワールドグループ決勝でスウェーデンに5戦全敗を喫した。当時のスウェーデン男子テニスは最盛期にあり、代表選手はマッツ・ビランデル、アンダース・ヤリード、ヨアキム・ニーストロムがいた。インドはビジャイとアナンドのアムリトラジ兄弟、ラメシュ・クリシュナンの3人で決勝を戦ったが、スウェーデンには全く歯が立たなかった。
アムリトラジは1990年にプロテニス選手から引退した後も、テレビ解説や慈善活動など多方面の活動を続け、今なお「インドの誇り」として尊敬を集めている。彼は2004年から2006年まで2年間「国連平和大使」を務め、2006年に「ビジャイ・アムリトラジ財団」を設立した。
2008年デビスカップ「アジア・オセアニアゾーン」の「グループ1」2回戦で日本チームと対戦した代表選手の中に、ビジャイの息子プラカッシュ・アムリトラジがいた。 P・アムリトラジはシングルス第2試合で日本代表の添田豪を破った。この出来事により、30数年前にインドのテニス界に君臨し、日本の「デビスカップ・対インド戦」で立ちはだかり続けたアムリトラジ一族のことも、再び日本のテニスファンの話題にのぼるようになった。

## その他
テニス選手としての傍ら、俳優活動にも携わった。彼の出演作品には、007シリーズの第13作『007 オクトパシー』やスタートレックシリーズの『スタートレックIV 故郷への長い道』がよく知られている。